# Podróż apostolska Jana Pawła II do Bośni i Hercegowiny (1997)
75 podróż apostolska papieża Jana Pawła II odbyła się w dniach 12–13 kwietnia 1997 roku do stolicy Bośni i Hercegowiny – Sarajewa. Była to pierwsza z dwóch wizyt Jana Pawła II w tym kraju. Kolejna podróż odbyła się w roku 2003.

## Przebieg wizyty
Wizyta papieża miała miejsce w okolicznościach, wciąż niemalejących po wojnie, napięć serbsko-chorwacko-muzułmańskich. Jan Paweł II przybył do Bośni z przesłaniem pokoju między wspólnotami i wezwaniem do ponownego utworzenia wieloetnicznego i tolerancyjnego państwa. Entuzjastycznie został powitany tylko przez katolickich Chorwatów – przy wrogości społeczności muzułmańskiej i obojętności prawosławnych Serbów.